# Йота¹ Скорпиона
Йота1 Скорпиона (ι1 Scorpii, ι1 Sco) — звезда в южном зодиакальном созвездии Скорпиона. Обладает видимой звёздной величиной 3.03, доступна для наблюдения невооружённым глазом. Иногда данную звезду называют Аполлион. Измерения параллакса дают оценку расстояния до звезды 1930 световых лет с погрешностью 9%.
Звезда принадлежит спектральному классу F2 Ia, где класс светимости 'Ia' соответствует сверхгигантам, более ярким чем обычные. Масса ι1 Sco превышает солнечную в 12 раз, светимость равна 35070 светимостям Солнца. Оценки радиуса варьируются от 125 до 400 радиусов Солнца. Эффективная температура внешней оболочки составляет 7000 K, что придаёт звезде бело-жёлтый цвет.
Йота1 Скорпиона обладает звездой-компаньоном 10 звёздной величины на  расстоянии 37.5 секунды дуги, что соответствует проективному расстоянию около 20000 а.е.. Поскольку взаимное расположение звёзд вдоль луча зрения неизвестно, то указанное значение является минимальной оценкой расстояния между объектами.